# Androstephium breviflorum
Androstephium breviflorum là một loài thực vật có hoa trong họ Măng tây. Loài này được S.Watson mô tả khoa học đầu tiên năm 1873.

## Phân bố
Loài thực vật một lá mầm này là bản địa vùng hoang mạc ở miền tây Hoa Kỳ, từ Wyoming và New Mexico ở phía đông kéo về phía tây qua Đại Bồn địa Hoa Kỳ và hoang mạc Sonora, tới vùng cây bụi creozot trong hoang mạc Mojave ở miền đông California.
Nó sinh sống ở độ cao 100–1.600 mét (330–5.250 ft) trong các loại đất cát tới đá của các vùng đất cây bụi hoang mạc và khô cằn thưa cây cối.

## Mô tả
Androstephium breviflorum là cây thân thảo sống lâu năm, mọc ra từ thân hành hình cầu.
Cụm hoa của nó bao gồm 1 cuống dài tới 30 cm, chứa tới 12 hoa hình phễu với màu từ trắng tới tím oải hương nhạt, mỗi hoa dài 1–2 cm. Ra hoa từ tháng 3 tới tháng 6. Quả là quả nang 3 ngăn dài trên 1 cm.